# David Maurice Levett
David Maurice Levett (Nova York, 1844 - 1914) va ser un compositor estatunidenc.
Va fer els primers estudis en la seva ciutat natal i després Alemanya i França, i es va graduar al Conservatori de Leipzig el 1871. Va ensenyar des de 1876 a New Brunswick, NJ, Jacksonville, 111. i Chicago, establint-se a Nova York el 1885. Després de 1900 va ensenyar a la Facultat de Música. En 1898-1900 va estar a la facultat del Conservatori Stern de Berlín.
Va compondre diversos poemes simfònics, incloent Harlequinade and Memories, un romanç i una serenata per a violí i piano.